# Johnny Hoogerland
Johnny Hoogerland (født 13. maj 1983) er en hollandsk tidligere landevejscykelrytter.
Han blev professionel i 2004.